# O Beijo do Escorpião
O Beijo do Escorpião é uma telenovela portuguesa exibida pela TVI de 2 de fevereiro a 4 de outubro de 2014, substituindo Destinos Cruzados e sendo substituída meses mais tarde por A Única Mulher. Produzida pela Plural Entertainment, é escrita por António Barreira e João Matos, tendo a direção de Hugo de Sousa. As gravações decorreram em Lisboa e Espanha.
Conta com Dalila Carmo, Sara Matos, Pedro Lima e Pedro Teixeira nos papéis principais.
É considerada um dos maiores sucessos da TVI da década de 2010, uma vez que recuperou a liderança perdida há anos no horário, tornando-se, junto com A Herdeira, Ouro Verde, Espírito Indomável e A Única Mulher, numas novelas de maior audiência em Portugal na referida década.

## Produção
Segundo os autores da trama, a história da novela surgiu após uma conversa telefónica entre ambos. «Esta história nasceu de uma hora e tal de conversa ao telefone entre nós. Começámos a trabalhar nesta novela no início de setembro e fazemo-lo 24 horas por dia para que seja super apaixonante», começou por explicar João Matos à TV 7 Dias, adiantando ainda: «Nos últimos tempos a concorrência tem estado muito forte, mas nós acreditamos que a nossa novela vai prender os espectadores, porque nunca viram nada assim».
Com o regresso de José Eduardo Moniz à ficção da TVI, muitas foram as alterações implementadas, em particular na principal novela de horário nobre de Queluz de Baixo – O Beijo do Escorpião. Entre as mudanças, está o desaparecimento de Fernando Macieira, a personagem interpretada por Pedro Lima. O ator referiu que foi apanhado de surpresa com esta decisão, já que considera «estranho» este desaparecimento a meio da novela, refere a Correio TV. Segundo avança a Notícias TV, a lista dos dez suspeitos foi reduzida a três. A cena decisiva onde os inspectores revelam o rosto que está por detrás do mistério foi gravada numa prisão em Santarém, tendo contando com Nuno Homem de Sá, Ana Brito e Cunha e Sara Matos.
Este projeto marca a última aparição do ator Rodrigo Menezes, que faleceu no dia 4 de outubro de 2014, dia da exibição do último episódio da telenovela. A trama também marca o último projeto de Nuno Melo, que participou nos últimos episódios da trama, falecendo a 9 de junho de 2015, após uma luta contra um cancro no fígado, no Hospital CUF Infante Santo, em Lisboa. O ator sofria de hepatite C desde 2006.

## Sinopse
A novela narra duas histórias centrais. Alice (Sara Matos) quer ficar com a vida de Rita (Dalila Carmo). Rita, por seu turno, quer incluir Alice na sua vida familiar feliz, que construiu com o marido, Fernando (Pedro Lima). Apesar das boas intenções, Rita não desconfia que a recém-encontrada irmã é um poço de maldade que só entrou na sua vida à procura de vingança e quer ocupar o seu lugar, destruindo tudo o que Rita construiu. Para o fazer, instala-se em sua casa, fazendo-se passar por um anjo.
Em outra historia, Paulo (Pedro Carvalho) e Miguel (Duarte Gomes) são dois pilotos numa companhia aérea que estão prestes à ter a vida mudada. Paulo é amante de um homem casado, embora minta para todos dizendo que o amante é uma mulher, escondendo sua sexualidade, enquanto Miguel é mulherengo e homofóbico, que vive saindo com diversas mulheres para mostrar sua virilidade. Com a convivência, porém, eles acabam se apaixonando e descobrindo que estão atraídos um pelo outro, passando pelas dificuldades do início de um relacionamento homossexual e pelos preconceitos daqueles que os rodeiam.
Temos também a história de Henrique (Nicolau Breyner) um homem muito rico e poderoso dono do banco BBA que é casado com Madalena (Lídia Franco) uma mulher alcóolatra e triste pelos problemas familiares. Eles são pais de Becas (Patrícia André) que foi renegada pelo pai, por se casar com Manuel (Renato Godinho) e agora estar grávida dele, de Natália (Sandra Faleiro) uma mulher triste por não ter filhos e que é casada com Romão (Marco Delgado) homem que sempre a maltrata, e também Ricardo (Issac Alfaiate) jovem descompromissado que irá se apaixonar e se envolver com Marta (Madalena Brandão) a irmã de Manuel. Após um trágico acidente, a vida de todos eles mudarão completamente e cada um deles terá de enfrentar diversos problemas para serem felizes.
Numa Lisboa cosmopolita e sofisticada, cruzam-se histórias de pessoas comuns que enfrentam problemas do quotidiano, lutando contra os mesmos e tentando resolvê-los, numa trama carregada de emoção e sensualidade, onde a maldade humana é mostrada de forma nua e crua e como essa maldade é capaz de fazer estragos em quem não estiver preparado para enfrentar os seus inimigos… venham eles de onde vierem.

## Elenco
- Dalila Carmo - Rita Correia Macieira (Protagonista)
- Sara Matos - Alice Correia Vidal (Antagonista)
- Pedro Lima - Fernando Macieira (Protagonista)
- Pedro Teixeira - Rafael «Rafa» Pires (Protagonista)
- Nuno Homem de Sá - António Furtado
- Ana Brito e Cunha - Alexandra «Xana» Furtado
- Marco Delgado - Romão Valente de Albuquerque
- Sandra Faleiro - Natália de Albuquerque
- Pedro Carvalho - Paulo Furtado
- Duarte Gomes - Miguel Macieira
- Maria José Paschoal - Conceição Pires
- Joana Seixas - Teresa Furtado
- Renato Godinho - Manuel Ventura
- Patrícia André - Isabel «Becas» de Albuquerque
- Paula Neves - Vera Ramos
- Rodrigo Menezes - Nuno Ramos
- Rui Luís Brás - Marco Santos
- Sofia Nicholson - Ana Santos
- Dinarte Branco - Hilário Castelo
- Madalena Brandão - Marta Ventura
- Isaac Alfaiate - Ricardo de Albuquerque
- Joana Câncio - Cristina «Tina» Castelo
- Rodrigo Paganelli - André Macieira
- Mikaela Lupu - Maria Santos
- Mafalda Tavares - Carlota Furtado
- Luís Ganito - Duarte Macieira
- Gonçalo Sá - Frederico «Fred» Santos
- Daniela Marques - Beatriz «Bea» Ventura
- Francisco Magalhães - Martim Ramos

### Participação especial
- Nicolau Breyner - Henrique de Albuquerque
- Lídia Franco - Madalena Brandão de Albuquerque
- Margarida Marinho - Rosalinda Castelo
- Diogo Infante - Afonso Gonçalves
- Natália Luiza - Adelaide Maria Correia Vidal

### Elenco adicional
- André Gago - Jacques
- António Aldeia
- António Durães - Rodrigo (padrasto de Alice)
- Beatriz Costa - Carla
- Cristina Cavalinhos - Ana
- Carolina Loureiro - Natasha
- Carolina Frias - Laura
- Cláudia Oliveira - Professora Ângela
- David Pereira Bastos - Sequeira (raptor de André)
- Graciano Dias - Rolando
- Inês Costa - Benedita - «Beni»
- João Arrais - Carlos
- Luís Gaspar - Maxman / Lúcio
- Maria Ana Filipe - Inspectora Pereira
- Miguel Monteiro - Gonçalo de Mello
- Nuno Pardal - Gonçalo Neves
- Núria Madruga - Bárbara Oliveira
- Pedro Carmo - Inspetor Simões (encarregado da investigação do rapto de André)
- Pedro Rodil - Kiko
- Pedro Saavedra
- Rosa Castro André - Inspetora Inês Correia (encarregada da investigação do homicídio de Fernando)
- Rosa Villa - Arminda
- Rúben Gomes - Nelson
- Ruben Leonardo - Francisco - «Chico»
- Sónia Balacó - Zulmira Dias
- Teresa Faria - Ofélia (empregada dos Albuquerque)
- Vítor Silva Costa - Leonardo - «Leo»

## Banda sonora
01. Mesa - “Cedo o meu lugar (Versão 2014)”
02. HMB - “Talvez”
03. Mónica Ferraz - “Think Twice”
04. Jorge Roque - “Qualquer Dia”
05. Radiophone - “Freedom”
06. Senhor Vadio - “Ai se eu Pudesse”
07. António Cassapo - “Tudo ou nada”
08. Aurea - “Nothing Left To Say”
09. Lena d'Água - “Dou-te um Doce”
10. Mesa - “Sinto”
11. Alex de Menthon - “Hope Builds a Home”
12. Mastiksoul com Anselmo Ralph - “In Love”
13. Kika - “Can't Feel Love Tonight”
14. Skeezos - “Coisas da Lei”
15. Pedro Abrunhosa - “Toma Conta de Mim”
16. Ménito Ramos - “Põe-me à Prova”
17. CLAUD - “Carta ao Lobo Mau”
18. Lena d'Água - “Da Noite”
19. Cherry - “Five Knives”

## Exibição
A novela foi reposta pelo canal TVI Ficção entre 20 de março e 26 de agosto de 2017, em 138 episódios, substituindo Feitiço de Amor e sendo substituída por Belmonte. Foi novamente reposta no canal de 23 de junho de 2021 até meados de 2022, substituindo Ninguém como Tu.
A telenovela foi reexibida nas madrugadas da TVI de 29 de março de 2024 a 26 de outubro do mesmo ano. Neste horário, substituiu uma reposição de Doida Por Ti e foi substituída por uma reposição da sequela de Jardins Proibidos.

### Exibição internacional
A telenovela foi transmitida no Chile a partir de 22 de agosto de 2016, através do Canal 13, e nos Estados Unidos a partir 1 de setembro de 2016, através do canal Azteca América.
| País           | Canal          | Título local          |
| -------------- | -------------- | --------------------- |
| Portugal       | TVI            | O Beijo do Escorpião  |
| Chile          | Canal 13       | El Beso del Escorpión |
| Estados Unidos | Azteca América | El Beso del Escorpión |
| Angola         | TVI África     | O Beijo do Escorpião  |
| Moçambique     | TVI África     | O Beijo do Escorpião  |
| Andorra        | TVI Ficção     | O Beijo do Escorpião  |
| Angola         | TVI Ficção     | O Beijo do Escorpião  |
| Austrália      | TVI Ficção     | O Beijo do Escorpião  |
| Cabo Verde     | TVI Ficção     | O Beijo do Escorpião  |
| Canadá         | TVI Ficção     | O Beijo do Escorpião  |
| Estados Unidos | TVI Ficção     | O Beijo do Escorpião  |
| França         | TVI Ficção     | O Beijo do Escorpião  |
| Luxemburgo     | TVI Ficção     | O Beijo do Escorpião  |
| Moçambique     | TVI Ficção     | O Beijo do Escorpião  |
| Mónaco         | TVI Ficção     | O Beijo do Escorpião  |
| Reino Unido    | TVI Ficção     | O Beijo do Escorpião  |

## Audiências
Na estreia, dia 2 de fevereiro de 2014, O Beijo do Escorpião marcou 18,7% de Rating e 33,7% de Share, sendo o melhor resultado de uma estreia da TVI desde Deixa que Te Leve (2009). Foi exibida, inicialmente, a partir das 21:30. Uns meses após o regresso de Moniz como consultor de ficção do canal, a novela teve várias alterações na história e personagens, que começou pelo rapto da personagem André, aumentando a sua audiência. Dois meses depois dessas primeiras alterações, impulsionada pelos confrontos entre as personagens Rita e Alice, O Beijo do Escorpião ultrapassou a concorrência. Em meados de setembro, foi atrasada para o horário das 23h devido à estreia da sequela de Jardins Proibidos, o que resultou num decréscimo de Rating. Ao fim de 193 episódios exibidos, o episódio final de O Beijo do Escorpião registou 17,3% Rating e 41,3% de Share, com recorde de Share e líder no horário. Este episódio final foi exibido no dia 4 de outubro de 2014, sábado, e tornou-se no maior resultado em Share que um episódio de telenovela obteve segundo dados da GFK até 2015.
| Média | Média     | Episódios exibidos | Rating | Share |
| ----- | --------- | ------------------ | ------ | ----- |
| 2014  | Fevereiro | 24                 | 13,0%  | 26,1% |
| 2014  | Março     | 21                 | 11,9%  | 24,3% |
| 2014  | Abril     | 22                 | 12,6%  | 25,5% |
| 2014  | Maio      | 21                 | 12,9%  | 25,8% |
| 2014  | Junho     | 25                 | 12,4%  | 25,9% |
| 2014  | Julho     | 26                 | 13,4%  | 28,6% |
| 2014  | Agosto    | 26                 | 13,9%  | 30,9% |
| 2014  | Setembro  | 24                 | 13,5%  | 31,6% |
| 2014  | Outubro   | 4                  | 13,0%  | 34,6% |
| Total | Total     | 193                | 13,0%  | 28,1% |

- Cada ponto de Rating equivale a 95.000 espetadores.